# 长安三万里
《长安三万里》是一部2023年中國大陸3D動畫歷史片，2023年7月8日在中國上映。該作品以盛唐為背景，讲述了安史之乱爆发后数年，整个长安因战争而陷入混乱，身处局势之中的高适回忆起自己与李白的过往的故事。影片通过高适的视角，展现了李白、杜甫等唐代著名诗人的生平事迹和时代风貌，同时也描绘了唐朝由盛转衰的历史变迁。
電影由追光动画製作，谢君伟和邹靖執導，同時也是「新文化」系列的首部作品以及追光成立十周年之作。電影同名片尾曲由罗大佑演唱。本片入圍第96屆奧斯卡金像獎最佳動畫片角逐名單。

## 配音員
- 杨天翔 聲演 高适（青中年）[5]
- 凌振赫 聲演 李白（青中年）[5]
- 吳俊全 聲演 高适（老年）[5]
- 宣曉鳴 聲演 李白（老年）[5]
- 卢力峰 聲演 程监军
- 刘校妤 聲演 杜甫（少年）
- 孫路路 聲演 杜甫（青年）
- 路熙然 聲演 高适书僮
- 李诗萌 聲演 裴十二
- 亚捷 聲演 哥舒翰
- 巴赫 聲演 郭子仪
- 徐佳琦 聲演 玉真公主
- 邱邱 聲演 歌姬
- 陈喆 聲演 李龟年
- 姜秋再 聲演 王维
- 李昊甲 聲演 李邕
- 范哲琛 聲演 张守珪
- 杨凯祺 聲演 常建
- 付博文 聲演 岑參

## 製作及發行
《长安三万里》由追光动画製作，消息最初在該公司前作《新神榜：杨戬》（2022年）的片尾對外公布。
該片時長總共168分鐘，追平加長版《這個世界的角落》成為世界唯二最長的動畫電影。同時也是世界最長的院線公映動畫電影。而之前該記錄的保持者則是《涼宮春日的消失》。
2025年4月30日，《长安三万里》在台湾各电影院公映，上映版本除国语外另提供闽南语版本，而闽南语版本亦有在福建再次上映的计划。

## 電影中出現中國古典詩文

### 片中
- 高適《別董大二首》其一（唐詩）
- 《莊子·逍遙遊》：「北冥有魚，其名為鯤。〔…〕化而為鳥，其名為鵬。」（先秦散文）
- 《詩經·國風·秦風·黃鳥》（詩經）
- 《論語·述而》：「子不語：怪、力、亂、神。」（先秦散文）
- 李白《上李邕》（唐詩）
- 王之渙《登鸛雀樓》（唐詩）
- 崔顥《黃鶴樓》（唐詩）
- 李白《扶風豪士歌》（唐詩）
- 《禮記·大學》：「其家不可教而能教人者，無之。」（先秦散文）
- 李白《采蓮曲》（唐詩）
- 王維《相思》（唐詩）
- 常建《落第長安》（唐詩）
- 李白《白紵辭三首》其二（唐詩）
- 李白《寄遠十一首》其四（唐詩）
- 湘驛女子《題玉泉溪》（唐詩）
- 孟浩然《過故人莊》（唐詩）
- 高適《宋中十首》其一（唐詩）
- 李白《靜夜思》（唐詩）
- 孟浩然《春曉》（唐詩）
- 李白《黃鶴樓送孟浩然之廣陵》（唐詩）
- 高適《燕歌行》（唐詩）
- 李白《行路難三首》其一（唐詩）
- 李白《南陵別兒童入京》（唐詩）
- 李白《憶舊遊寄譙郡元參軍》（唐詩）
- 李白《別魯頌》（唐詩）
- 高適《別劉大校書》（唐詩）
- 杜甫《望嶽》（唐詩）
- 賀知章《采蓮曲》（唐詩）
- 張旭《春遊值雨》（唐詩）
- 王昌齡《出塞二首》其一（唐詩）
- 岑參《白雪歌送武判官歸京》（唐詩）
- 李白《前有樽酒行二首》其二（唐詩）
- 李白《夢遊天姥吟留別》（唐詩）
- 李白《將進酒》（唐詩）
- 李白《俠客行》（唐詩）
- 李白《擬古十二首》其九（唐詩）
- 李白《贈汪倫》（唐詩）
- 西鄙人《哥舒歌》（唐詩）
- 司馬相如《難蜀父老》（西漢散文）
- 李白《永王東巡歌十一首》其一、其六（唐詩）
- 李白《早發白帝城》（唐詩）
- 李白《子夜吳歌·秋歌》（唐詩）
- 王昌齡《代扶風主人答》（唐詩）
- 王維《隴頭吟》（唐詩）
- 高適《別韋參軍》（唐詩）
- 李白《單父東樓秋夜送族弟沈之秦》（唐詩）
- 李白《送陸判官往琵琶峽》（唐詩）

### 片末
- 杜牧《過華清宮絕句三首》其一（唐詩）
- 舒亶《虞美人·寄公度》（宋詞）
- 張說《十五日夜御前口號踏歌詞二首》其一（唐詩）
- 白居易《長安道》（唐詩）
- 李白《子夜吳歌·秋歌》（唐詩）
- 王維《隴頭吟》（唐詩）
- 李白《與史郎中欽聽黃鶴樓上吹笛》（唐詩）

## 反响

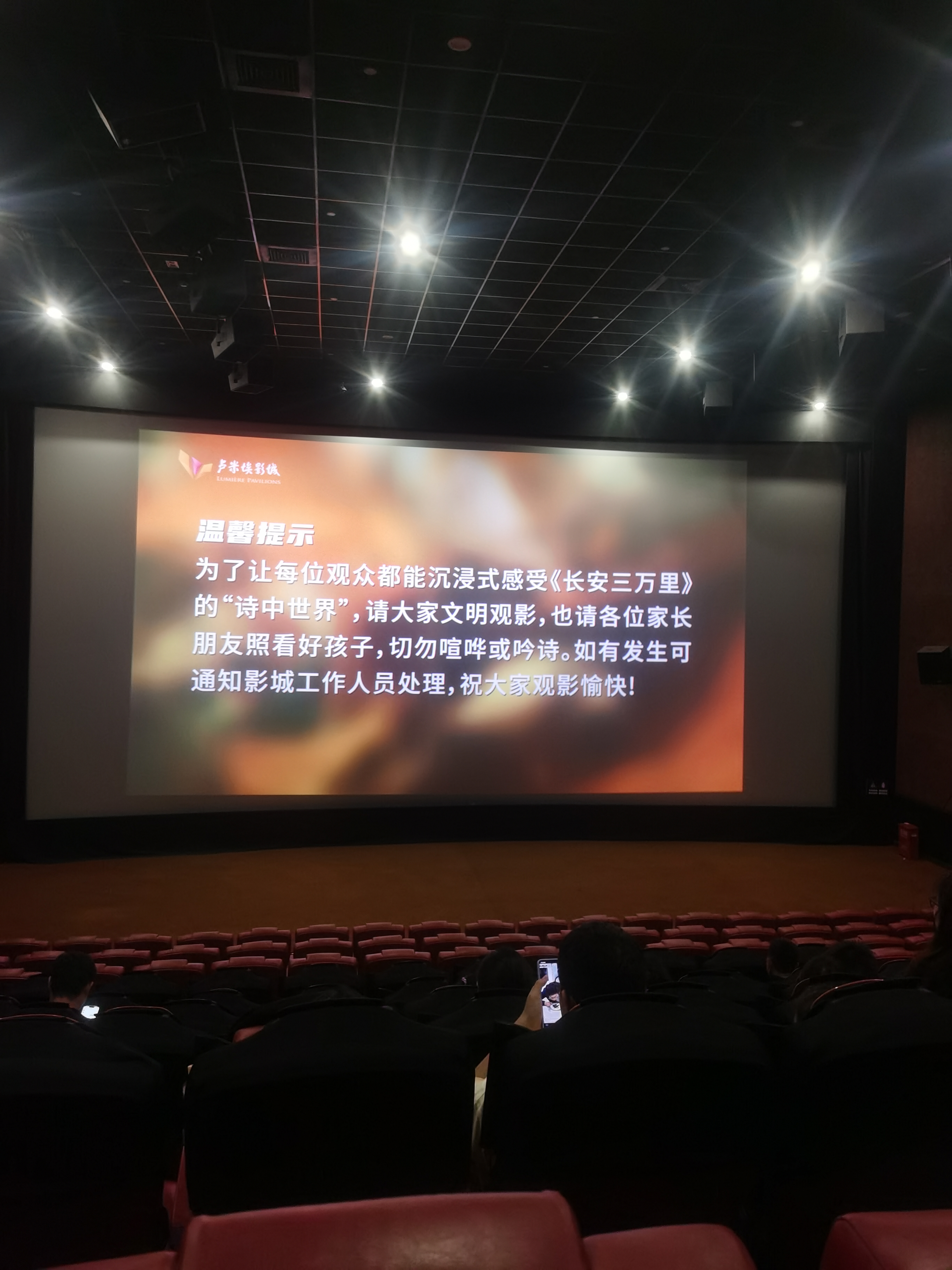
江苏省苏州市一家影院在放映该片前关于文明观影的提示

電影豆瓣评分達8.2，也是出品方追光动画至今评分最高的一部作品。片中及片末共出现了50首唐诗，另有一些散文、《詩經》作品及宋詞，且由于进场观看的观众以儿童为多，也出现了银幕上下共同背诵古诗的场面。但观影儿童在影院大声朗诵诗词的行为也引发了争议。该片出品方表示，片方从未组织、鼓励过观众在影院内背诵古诗，对于观众自发的热情行为，也只能反复提醒“注意影院文明，尊重公共秩序”。

## 票房
截至2023年7月22日，影片票房突破10亿，成为中国影史第107部10亿票房影片，同时刷新追光动画电影多项票房纪录。
| 上一届： 《八角笼中》 | 2023年中國內地一周票房冠軍 第29週 | 下一届： 《封神第一部：朝歌风云》 |

## 争议

### 素材著作权争议
2023年8月16日晚，《长安三万里》发表致歉声明，表示该片艺术设定集中未经授权使用“EXCA_包小汪不开班”的个人作品《伎乐天》，该素材的确为未经其原创设计者授权使用，并为该艺术设定集相关编辑和校对工作中出现的失误表示歉意。片方也与“EXCA_包小汪不开班”沟通达成协议，《伎乐天》有偿授权给电影《长安三万里》项目及周边使用；《伎乐天》完整版权仍属于原作者“EXCA_包小汪不开班”所有。

### 史实争议
该片一些情节描述被指与真实历史不符，引发热议。2023年7月初，洛阳市隋唐史学会会长王恺列出了6项电影中的失实之处，旋即引发社会对该片的讨论。
2023年7月23日，由于片方并未对此事做出任何正面回应，该片在洛阳的路演受到洛阳市民的大规模抵制，现场有大量市民高举“坚决维护正确的历史”、“李杜相会在洛阳”等标语。同时也有观众发问导演组为何“关于洛阳的戏份被掩盖”。
有媒体就此事指出，该片有意避开与洛阳相关的史实，情节内容刻意绕开洛阳而张冠李戴为长安，是将获取经济效益最大化的目的置于展示真实历史之前，也是对基本史实的不尊重。
此后在2023年8月16日，洛阳市隋唐史学会发布声明，该片部分情节描述与真实历史不符，部分人物身上发生的故事与真实历史不符，极易误导观众，特别是青少年观众，“影响历史人物出生地、事发地的同胞感情”。洛阳市隋唐史学会已委托律师事务所指派律师团队，要求制片方、导演、编剧等发表纠错、致歉声明。洛阳市隋唐史学会经研究、讨论和分析认为，该片至少有以下几处情节与真实历史不符：
- 杜甫与高适在山东汶上相识，并非影片中所说的长安岐王宅
- “岐王宅里寻常见，崔九堂前几度闻”皆是杜甫对十几岁时在洛阳所见所闻的回忆，并非影片中所述是七岁杜甫的所见所闻
- 高适父亲去世次年归葬洛阳，并非影片所述高适扶灵至广陵守孝三年
- 裴旻、吴道子、张旭这三人会于洛阳天宫寺，并非影片展示的扬州
- 李白与杜甫第一次相逢在洛阳，并非影片中描写的长安
- 杜甫早年生活在洛阳，并非影片中描写的长安
- 救下了郭子仪的是李白，并非影片中描写的高适

对于相关争议，官媒央广网评论认为：“在观众眼里，《长安三万里》就是一部电影，不是纪录片，更不是杜甫的‘起居注’。既然是电影，就应允许创作团队在尊重重大史实的基础上做适当的艺术加工，包括必要的艺术虚构。如果处处划线，责之甚严，恐怕很多电影也没法拍了”。

## 奬項
| 年份 | 颁奖典礼                             | 奖项                     | 入圍者         | 结果 |
| ---- | ------------------------------------ | ------------------------ | -------------- | ---- |
| 2023 | 第20届中国动漫金龙奖                 | 最佳动画长片             | 《长安三万里》 | 獲獎 |
| 2023 | 第20届中国动漫金龙奖                 | 最佳动画导演             | 谢君伟、邹靖   | 獲獎 |
| 2023 | 第20届中国动漫金龙奖                 | 最佳动画编剧             | 红泥小火炉     | 獲獎 |
| 2023 | 第20届中国动漫金龙奖                 | 最佳动画配音             | 杨天翔、凌振赫 | 獲獎 |
| 2023 | 第36屆中國電影金雞獎                 | 最佳美术片               | 《長安三萬里》 | 獲獎 |
| 2024 | 中国电影导演协会2020年至2023年度表彰 | 年度影片（2023年度）     | 《长安三万里》 | 提名 |
| 2024 | 中国电影导演协会2020年至2023年度表彰 | 年度编剧（2023年度）     | 红泥小火炉     | 獲獎 |
| 2024 | 中国电影导演协会2020年至2023年度表彰 | 年度青年导演（2023年度） | 谢君伟、邹靖   | 提名 |
| 2024 | 第37届大众电影百花奖                 | 优秀影片                 | 《长安三万里》 | 獲獎 |
| 2024 | 第37届大众电影百花奖                 | 最佳编剧                 | 红泥小火炉     | 提名 |
| 2025 | 第20届华表奖                         | 优秀故事片奖             | 《长安三万里》 | 獲獎 |
| 2025 | 第20届华表奖                         | 优秀编剧                 | 王微           | 提名 |

## 備註
1. ↑  加长版《这个世界的角落》没有准确的票房数据，也没有在日本全国大规模公映，属于二次创作后的作品，而《长安三万里》则是一次性完成的168分钟作品。

## 外部連結
- 长安三万里的新浪微博
- 互联网电影数据库（IMDb）上《长安三万里》的资料（英文）
- 豆瓣电影上《长安三万里》的資料 （简体中文）